# 마카오 과학관

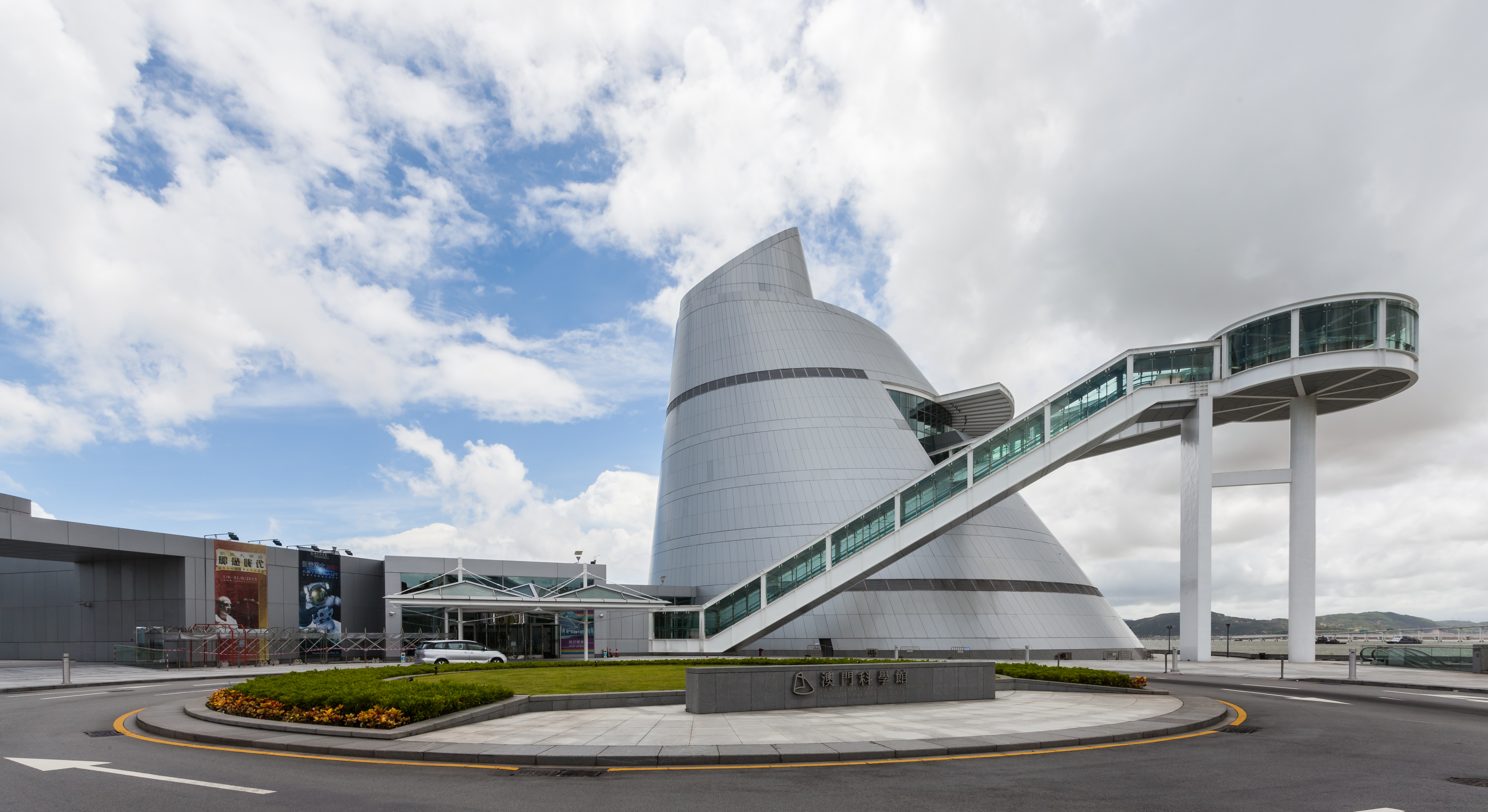
마카오 과학관

마카오 과학관(중국어: 澳門科學館, 포르투갈어: Centro de Ciência de Macau)은 마카오에 있는 과학관이다. 2001년에 건설 계획이 시작되어 2009년에 완공되었다. I. M. 페이의 건축 사무소 페이 파트너십 아키텍츠가 설계를 담당하고 2006년에 건설이 시작되었다. 2009년 12월에 개관하였으며, 후진타오에 의해 개관식이 열렸다.